# Potatisöl

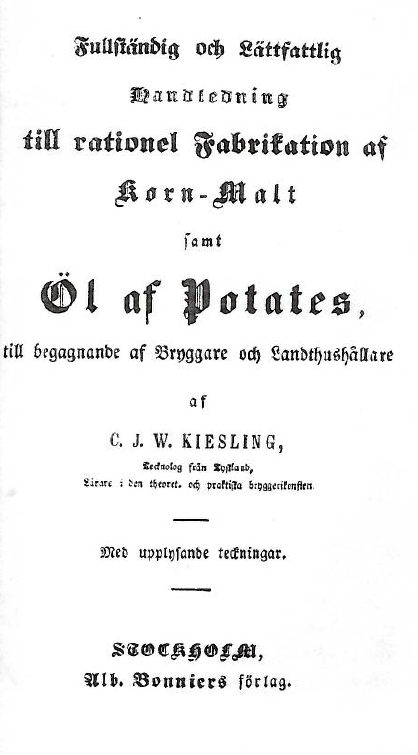
Handledning för Potatisöl, Bonnier 1848

Potatisöl framställs genom att man istället för malt använder den billigare råvaran potatis. Alternativt blandas malt och potatis.
I C.J.W. Kieslings handledning från 1848, finner man en fullständig beskrivning och ritningar på hur man tillverkar en rivmaskin för potatis. Här finns också ekonomiska kalkyler och olika recept, bland annat ett i vilket potatisölet kryddas med koriander, kanel, kryddnejlika, paradiskorn eller violrot kan användas. Kryddorna får inte koka med mer än 25 minuter.
Ett bryggeri som än idag tillverkar öl av potatiskusinen sötpotatis är amerikanske Lazy Magnolia Brewing Company som gör en Sweet Potato Cream Stout av sötpotatis och mjölksocker.